# استیون هاینه
استیون هاینه (انگلیسی: Steven Heine؛ ۱۹۵۰ – ) نویسنده اهل ایالات متحده آمریکا بود. پژوهشگری در زمینه تاریخ و اندیشه ذن بودایی، به ویژه زندگی و آموزه‌های استاد ذن دوگن (۱۲۰۰–۱۲۵۳) است. او همچنین به‌طور گسترده در مورد دین و جامعه ژاپن در دیدگاه‌های جهانی تدریس و منتشر کرده است.